# Tvillingarna Kramp
Tvillingarna Kramp (originaltitel The Cramp Twins) skapad av Brian Wood, är en brittisk-amerikansk-kanadensisk-tysk animerad TV-serie som började sändas 2001. Serien innehåller 104 avsnitt indelade i 4 säsonger. Den handlar om två tvillingbröder som sällan kommer överens med varandra och därför ständigt bråkar.
De bor i den fiktiva staden kallad "Såpastan" (Soap City). Deras föräldrar har också olika intressen, mamman städar och har det snyggt medan pappan är mest intresserad av cowboys och vilda västern.

## Karaktärer

### Lucien Kramp
Lucien Kramp (Lucien Cramp) är en mycket smart och intelligent pojke som gillar naturen och ta reda på saker och ting. Han blir alltid mobbad av sin tvillingbror Wayne. Lucien har två vänner Tony och Marie. Han har också maskar i en bärbar monter gömd under sängen som han tar fram när han är ensam i sitt rum.

### Wayne Kramp
Wayne Kramp (Wayne Cramp) är den yngre tvillingbrodern. Han gillar att samla på skrot, och han gillar racerbilar och annat häftigt. Han tycker om att mobba sin bror och kallar honom för "Tösbyxa" ibland "Stinkkäft". Han har inget intresse för naturen alls och han kommer ofta på idéer för att förstöra för Lucien och hans kompis Tony. Han hänger ofta på stadens soptipp där han rotar igenom saker och ting samt umgås med sin enda kompis han har där som kallas för "Lort-Johan".

### Dorothy Kramp
Dorothy Kramp är tvillingarnas mor. Hon gillar att städa mycket och ha det fint och snyggt hemma, hon har i källaren ett hemligt "Tvättlaboratorium" där hon experimenterar med olika sorters tvättkemikalier. Hon gillar inte när tvillingarna drar hem massa saker som kommer utifrån som djur eller skrot.

### Harald Kramp
Harald Kramp (Horace Neville Cramp) är tvillingarnas far. Han är mycket intresserad av vilda västern och han går ibland på stadens bar där en sångerska som brukar uppträda sjunger countrysånger som han beundrar väldigt mycket. Han jobbar på "Hanssons Såpa".

### Tony Persson
Tony Persson (Tony Parsons) är en pojke som är en av Luciens enda vänner. Han är kortväxt och är precis som Lucien mycket klok och intelligent och kan mycket om naturen. Han och Lucien umgås mycket med varandra och hänger ofta ute i träsket där de utforskar och upplever träskets natur. Hans familj är ett folk som härstammar från träskfolket.

### Wendy Winkel
Wendy Winkel (Wendy Winkle) är en flicka som har föräldrar som är rikast i staden. Hon är ganska bortskämd och gillar hästar och är väldigt kär i Wayne. Hon försöker göra sitt bästa för att förföra Wayne, men han hatar henne väldigt mycket.

### Marie Phelps
Marie Phelps är en flicka som är en av Luciens enda vänner som Tony också är. Hon är ett fosterbarn till en familj som har underliga seder, vilket hon avskyr.

### Lort-Johan
Lort-Johan (Dirty Joe Muldoon) är ägare av stadens soptipp och är Waynes enda vän. Wayne hänger ofta på hans soptipp och rotar igenom saker där som han ibland tar med sig hem. Lort-Johan syns dock inte i bild förutom hans hand och en del av hans kläder.

### Herr Winkel
Herr Winkel (Walter Winkle) är far till Wendy Winkel. Han äger fabriken "Hanssons Såpa" och är rikast i staden. Han antyds vara bror till Tonys far Seth Persson.

## Svenska röster
- Karl Dyall/Göran Gillinger - Wayne Cramp
- Lawrence Mackrory/Annica Smedius - Lucien Cramp
- Sharon Dyall/Maria Rydberg - Fru Cramp
- Ole Ornered - Herr Kramp, Tony
- Maria Rydberg - Mari Phelps
- Anna Book/Annica Smedius - Wendy
- Annika Rynger/Annica Smedius - Skolfröken